# Prevalence

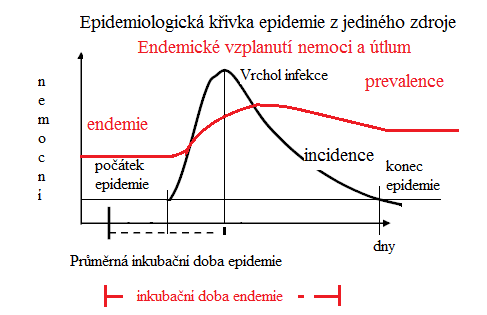
Průběh prevalence (červená křivka a popisky)

Prevalence je jeden ze základních ukazatelů v epidemiologii. Označuje podíl počtu jedinců trpících danou nemocí k počtu všech jedinců ve sledované populaci. Je vztažena k určitému časovému okamžiku (momentu) a obvykle se vyjadřuje v procentech.
Prevalence je údaj používaný u endemií (lokálního výskytu choroby), naopak u epidemií se používá incidence. Pokud se udává prevalence, má se za to, že nemoc se vyskytuje na daném území (v populaci) trvale.

## Typy prevalence
Epidemiologové rozlišují několik prevalencí:

Momentální prevalence testovaná (AP=apparent prevalence). Jedná se o laboratorní výsledek z jediného odběru vzorků populace. Udává nám procento pozitivních z jediného laboratorního testu. Pokud má test nízkou senzitivitu, pak nám odhalí jen zlomek nemocných. Pokud má nízkou specificitu, pak nám označí i zdravou populaci falešně za nemocnou.
Momentální prevalence skutečná (P=prevalence). Jedná se o skutečnost, kterou získáme přepočítáním laboratorního výsledku.
Vypočítá se dle vzorce:

P=[AP+(Sp-1)]/[Sn+ (Sp-1)]

kde Sn= senzitivita testu a Sp= specificita testu (validita laboratorního testu).

Pokud epidemiolog hovoří o prevalenci, má vždy na mysli skutečnou prevalenci P.

Roční prevalence (annual prevalence). Je nejčastější časový úsek pro stanovení prevalence. Periodicita určování prevalence bývá delší než měsíc, kratší časové úseky se zpravidla hodnotí pomocí incidence.

Periodické prevalence se počítají tak, že se všechny výsledky odlišných testů a zjištění prováděné v daném časovém období sečtou pomocí metaanalýzy.

Častým údajem je roční skutečná prevalence. Rozdílnost v různých typech prevalence je veliká, proto je přesné názvosloví (případně metodika výpočtu) potřebná pro každý zveřejněný údaj.

U infekčních onemocnění se při sérologické diagnostice (imunodiagnostice) často používá termín séroprevalence. V tomto případě se sleduje přítomnost protilátek proti sledovanému patogenu v krvi bez ohledu na počet skutečně klinicky nemocných jedinců. Séroprevalence je tedy poměr jedinců sérologicky pozitivních (tj. jedinců, kteří mají specifické protilátky v krvi = během života se setkali se sledovaným patogenem) k celkovému počtu jedinců ve sledované populaci. Pojem se používá pouze pro testovanou prevalenci, nikoli skutečnou.

Ve veterinární epidemiologii se používají tyto pojmy:

Individuální prevalence stanovuje procento zamoření ve stádě. Pokud je například nemocné jedno zvíře ze sta, je individuální prevalence 1%.

Stádová prevalence počítá kolik stád v zemí je infikováno. Pokud je každé druhé stádo bez nemocných a zbytek stád má jen jedno nemocné zvíře, je stádová prevalence 50%. (Polovina stád je infikována.)

## Interpretace diagnostických testů
Výsledky testů z laboratoře jsou pro epidemiologa vždy dichotomózní, to znamená, že test je buď pozitivní nebo negativní, nic mezi tím.
Z toho vypočítá skutečnou prevalenci nemoci P.

Senzitivitu a specificitu konkrétního testu musí udat výrobce, je tedy známá.

Jak velké procento pozitivních výsledků testů označí nemocné vyjadřuje pozitivní prognostická hodnota PPV (positive predictive value) a počítá se v tomto případě dle vzorce:

PPV= Sn*P/((Sn*P)+(1-Sp)*(1-P))

Jak velké procento negativních výsledků testů označí skutečně zdravé vyjadřuje negativní prognostická hodnota NPV (negative predictive value) a počítá se v tomto případě dle vzorce:

NPV= Sp*(1-P)/((Sp*(1-P)+(1-Sn)*P))

Oba údaje nám stanoví, jakou máme šanci odhalit nemocné pomocí konkrétního testu. Výpočty jsou první krok pro analýzu dat na základě pravděpodobnosti ve velké epidemiologii (testování populace) i subjektivní epidemiologii (testování jedince - bayesian epidemiology).